# 長沢岳夫
長沢 岳夫（ながさわ たけお、1943年 - ）は、日本のコピーライター。東京都出身。慶應義塾大学経済学部卒業。

## 略歴・人物
東京都に生まれる。慶應義塾大学経済学部を卒業後、広告代理店に入社し、営業を経たのちライトパブリシティや日本デザインセンターなどの広告制作を専門とするプロダクションとのコーディネーターを経て、1970年に広告制作プロダクション、ナークに入社。ここで国鉄のポスターコピー「9:15 東京 その朝、彼女は八重洲を発った。」「10:26 静岡 彼を誘うヒマはあったのに…。」「13:10 伊良湖畔 三河湾の昼下り。風はやさしかった。」などの紀行文調コピーでその名を知られるようになると、パルコのCM企画やポスターコピーを担当し、徐々に知名度を高めてゆく。
1979年には、デザイナーの三宅一生をイメージキャラクターに起用したサントリー角瓶のCM企画や、ニュージーランドの羊飼いの青年を描いたサントリーオールドのCM企画とコピーを担当。さらなる評価を得ると共に、1980年にはこれまで所属していたナークから独立。1981年にはやはりサントリーオールドで、中国やシルクロードを舞台に撮影された「夢街道」シリーズのCM企画を担当し、知名度を決定付ける。同じくナークに所属していた同僚でアートディレクターならびにデザイナーだった長谷川好男と共に、オフィス「あっぷるはうす」を設立するも、1982年に友好的に解散。その後はフリーのコピーライターとして活躍を始める。
1983年には、CMランドの高杉治郎（高杉とは前述のパルコのCMで知り合い、その後も長きにわたり、CM企画に携わっている）と共に、サントリーローヤルのアルチュール・ランボーやアントニオ・ガウディらの生き様を描いたCM「ランボオ、あんな男、ちょっといない。」「人を酔わせるのは、いのち。」のコピーで一世を風靡し、その後はタケダの「アリナミンA」などのコピーを担当。他にもサントリーが1987年から現在まで展開しているマナー広告の企画・コピーにも携わっている。

## 有名なキャッチコピー
- 裸を見るな。裸になれ。（パルコ）
- 諸君、女のためにもっと美しくなろう。（同上）
- モデルだって顔だけじゃダメなんだ。（同上）
- ファッションだって真似だけじゃダメなんだ。（同上）
- 鶯は誰にも媚びずホーホケキョ。（同上）
- 死ぬまで女でいたいのです。（同上）
- あゝ原点。（同上）
- 姉は今年こそと、妹も今年こそと、春がゆく。（同上）
- ナイフで切ったように、夏が終わる。（同上）
- 少年の入り口、夏。少年の出口、夏。（同上）
- 男には、忘れられない女が一人はいる。（同上）
- ヒーローなんて、いらないと思った。（サントリー・オールド）
- 彼には、都会が狭すぎるだろう。（同上）
- どっちが人間らしいのか、判らなくなった。（同上）
- 夢のある話をしようじゃないか。（同上）
- 明るいわが家の必需品です。(サントリー・生ビール）
- 肉体疲労にAじゃないか。（タケダ・アリナミンA）※名高達男や村上弘明らが出演していたCMとして有名。
- 最後は、腰の強さです。（同上）
- 師曰く、男は力である。（同上）
- 父曰く、踊れるうちが花である。（同上）
- 母曰く、途中でやめてはいけません。（同上）
- 我想う、よくぞ馬力と言いにけり。（同上）
- さても、体力は正直です。（同上）
- 自然は馬鹿力がある。（同上）
- いやはや、鳥人だ。（同上）
- いやはや、鉄人だ。（同上）
- 変わらないから、好きなんだ。（サントリー・角瓶）

他多数。